# Diktatura
Diktatura (lat. dictatura) je oblik vladavine kojoj je glavno svojstvo da jedna osoba (diktator) ili skupina ljudi (npr. partija, vojska ili obitelj) može vladati neograničenom moću. Neistomišljenici se u diktaturama uglavnom proglašavaju državnim neprijateljima. Diktatori često izgrađuju i kult ličnosti.

## Koncept diktature

### Odnos prema legitimnoj vlasti
Diktator se imenuje osnovom odluke i konsenzusa vrhovnog upravnog tijela. Kolokvijalno se mnoge samozvane vlastodršce naziva diktatorima, no oni nemaju diktatorski legitimitet.
Diktator se obično imenuje s obzirom na nužnost određenog postignuća s obzirom na određene opasnosti (npr. unutarnji neprijatelj) ili krizu države.
Prema obliku vlasti i državnog uređenja diktatura se svrstava u prvu podjelu, a to je prema obliku vladavine. Ova podjela uzima se prema osobinama koje imaju nositelji vlasti, načinu dolaska na vlast i prema odnosu vlasti i vladara (pored diktature u ovu se podjelu ubrajaju i monarhija i republika. Diktatura ili tiranija postojala je u prošlosti, ali postoji i danas. Platon i Aristotel smatraju je izopačenom. Diktator monopolizira svu vlast u državi i preuzima sve funkcije, osim tijela javnog pravobraniteljstva i vrhovnog upravnog tijela za koje zadržava mogućnost opoziva. U antičkoj Grčkoj i Rimu bilo je poznato nebrojeno puno tiranija. U novije vrijeme postoje Mussolini, Hitler i drugi. 
Modificirani su Staljin, Ceauşescu i slični. Vlast se nastoji proširiti na sve sfere ljudskog života, privredne tokove, kulturni i obiteljski život. Moglo bi se reći da to što diktator ima apsolutnu vlast na svim razinama vlasti samo po sebi onemogućava proširivanje organiziranog kriminal. To je tako samo u teoriji. Naime, mnogi diktatori upravo zloupotrebom svoje funkcije stvaraju organizirani kriminal u svoju korist (npr. Noriega u Nikaragvi, do čega dolazi zbog nefunkcioniranja tijela vrhovne vlasti i pravobraniteljstva.

### Ideologija i propaganda
Diktatori se predstavljaju uglavnom kao brzo rješenje za sve međuljudske, ekonomske i državne problema za koje su po njima krivi ili odgovorni svi drugi konkurentski politički sustavi. Zajedničko je svim diktaturama da negativno definiraju svoje (samo-stvorene) neprijatelje protiv kojih se bore. Mnoge diktature imaju:
- Ideologije, primjerice nacionalsocijalizam / fašizam, staljinizam/maoizam/titoizam / Juche
- Usko povezane s često pretjeranim, neopravdano ili u potpunosti paranoidnim prikazima neprijatelja; borba protiv tih neprijatelja kako bi opravdali svoju ideologiju.
- Obećanje bolje budućnosti, konačno "iskupljenje" od sadašnjih zala
- Smanjenje individualizma, veličanje kolektiva, a navodno jedinstvo i snaga s istodobnom borbom protiv  „sumnjivih osoba"
- Promicanje doušništva i oportunizma
- Kult ličnosti, na primjer slika velikog vođe u privatnim kućama ili u školama
- Obično se povezuje sveprisutnost vladara ili aparata vlade
- Populizam

### Tajna policija
U većini diktatura postoji tajna policija s funkcijom zastrašivanja i progona disidenta i političkih protivnika. U nacionalsocijalizmu zloglasni Gestapo je pratio, zatvarao, mučio i ubijao članove političkog otpora. U DDR-u (Ministarstvo državne sigurnosti teroriziralo je građane, u SSSR  KGB i njegovi prethodnici. Nicolae Ceausescu je progonio svoje protivnike ili disidente sa svojom Securitate, Tito i SFR Jugoslavija imali su zloglasnu UDBU. Tajna policija često zapošljava doušnike u počanstvu.)

## Povijest
Prvi diktator bio je Lucije Kornelije Sula u Rimskoj Republici. Ta je titula ondje značila neograničenu vlast u roku od jedne godine. On je sastavljao popise (proskripcije) političkih protivnika koji se mogu ubiti i kojima se može oduzeti imovina.
Prvi značajniji diktator također je rimski, Gaj Julije Cezar. 
Diktatori u sadašnjosti su npr. Fidel Castro u Kubi, Aleksandar Lukašenko u Bjelorusiji i Kim Jong Un u Sjevernoj Koreji.

## SFR Jugoslavija
Postojalo je mnoštvo debata o tome je li Josip Broz Tito bio diktator. Naime, on je bio u specifičnoj poziciji. Za vrijeme njegove vladavine država je zahvaljući intervencijama zapadnog svijeta i masovnim odlaskom ljudi na „privremeni rad" u inozemstvo spriječila ekonomski kolaps prije kraja osamdesetih godina. Tijekom sedamdesetih godina 20. stoljeća životni standard bio je relativno dobar. Sigurnosna situacija je u doba hladnog rata bila zadovoljavajuća. Kultura je, zahvaljujući, samocenzuri bila relativno razvijena. Međutim, jednostranački sustav, neograničena vladavina saveza komunista, brutalan progon opozicije pomoću zloglasne tajne policije UDBE i nametnuto jugoslavenstvo bili su brojni problemi bivše višenacionalne države koju nesrpsko stanovništvo bivše države uglavnom nije željelo. To su potvrdili rezultati prvih višestranačkih izbora.